# Іда (ураган, 2021)
| Штат         | Всього | Безвісти пропалий | Джерела                             |
| ------------ | ------ | ----------------- | ----------------------------------- |
| Нью-Джерсі   | 34     | 6                 | [ 1 ]                               |
| Нью-Йорк     | 30     |                   | [ 2 ]                               |
| Луїзіана     | 18     |                   | [ 2 ] [ 3 ] [ 4 ] [ 5 ] [ 6 ] [ 7 ] |
| Пенсільванія | 5      |                   | [ 8 ]                               |
| Міссісіпі    | 2      |                   | [ 2 ]                               |
| Алабама      | 2      |                   | [ 9 ]                               |
| Меріленд     | 1      |                   | [ 8 ]                               |
| Коннектикут  | 1      |                   | [ 8 ]                               |
| Вірджинія    | 1      |                   | [ 8 ]                               |
| Всього       | 116    |                   |                                     |

Ураган «Іда» (англ. Hurricane Ida) — руйнівний ураган, що вдарив по американському штату  Луїзіана після урагану Катріна, та з максимальними вітрами з ураган Лаура. Іда також шостий найдорожчий ураган в історії, перевершуючи Ураган Айк в 2008, Іда дев'ятий по імені шторм, четвертий ураган, і другий великий ураган в Атлантичному сезоні ураганів 2021.

## Наслідки
Іда зруйнувала багато будинків на Кубі під час свого короткого проходу по країні. Протягом усього шляху в Луїзіані більше мільйона людей залишилися без електроенергії. Великі пошкодження інфраструктури сталися по всьому штату, а також надзвичайно сильні повені в прибережних районах. У Новому Орлеані дамби вціліли, хоча пошкодження були по всьому місту. Буря завдала збитків щонайменше на $ 50. 
Залишки шторму спричинили руйнівні спалахи торнадо та катастрофічні повені на північному сході США. Повінь в Нью-Йорку спровокували закриття значної частини транспортної системи. Станом на 2 вересня було підтверджено 56 прямих смертей через ураган: 23 — у Нью-Джерсі, 16 — у Нью-Йорку, 7 — у Луїзіані, 5 — у Пенсільванії, 2 — у Міссісіпі, 1 — у Меріленді, 1 — у Вірджинії та 1 — у Коннектикуті. Шторм спричинив 7 непрямих смертей, включаючи людину з Луїзіани, яку поніс алігатор. Двоє електриків загинули під час відновлення пошкоджень електромережі, спричинених бурею. Чотири людини загинули в Новому Орлеані внаслідок отруєння чадним газом під час використання генераторів з недостатньою вентиляцією.
Після того, як шторм минув, майже весь видобуток нафти вздовж узбережжя Мексиканської затоки був припинений. Тисячі членів екіпажу були розгорнуті в Луїзіані, а сотні врятовані. Очікувалося, що відключення електроенергії триватиме тижні, можливо, до місяця. У Луїзіані та деяких районах Північного Сходу оголошено надзвичайний стан.